# Najadales
Najadales é o nome botânico de uma ordem de plantas com flor. O sistema Cronquist (1981) coloca a ordem na subclasse Alismatidae com a seguinte circunscrição:
- ordem Najadales
família Aponogetonaceae
família Scheuchzeriaceae
família Juncaginaceae
família Potamogetonaceae
família Ruppiaceae
família Najadaceae
família Zannichelliaceae
família Posidoniaceae
família Cymodoceaceae
família Zosteraceae

O sistema APG II, atribui as plantas envolvidas à ordem expandida Alismatales, no clado das monocotiledóneas.
No sistema APG III, a ordem não existe, e também atribui as plantas às ordem Alismatales.